# Richard Rich, 1. Baron Rich

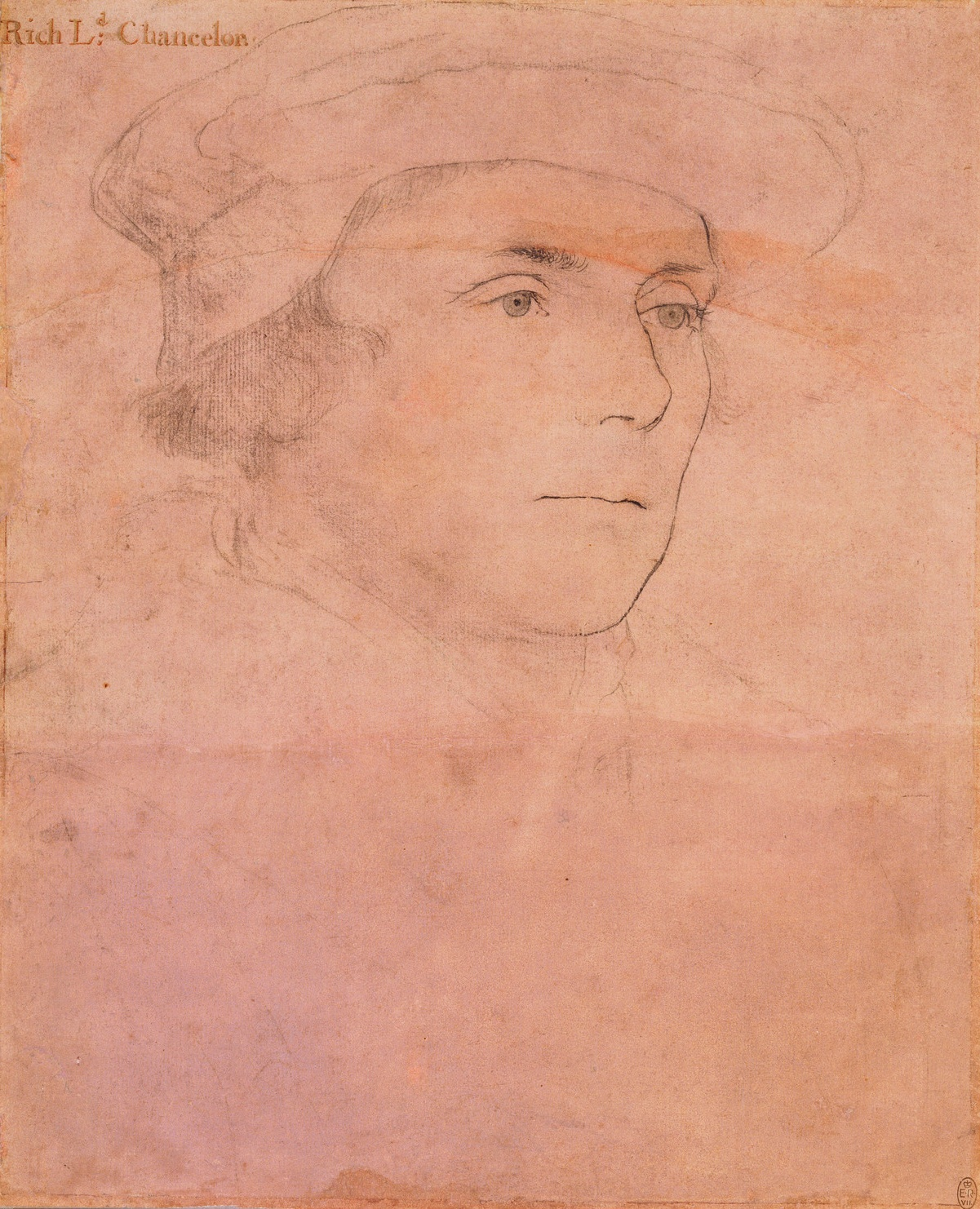
Porträt Richard Richs von Hans Holbein

Richard Rich, 1. Baron Rich (* vor 1496; † 12. Juni 1567 in Rochford, Essex) war von 1547 bis 1552 englischer Lordkanzler.

## Leben

### Herkunft
Laut mancher Quellen wurde Rich im Londoner Pfarrbezirk von St Lawrence Jewry als zweiter Sohn von Richard Rich und Joan Dingley geboren. Laut P.R.N. Carter wurde er hingegen in Basingstoke, Hampshire, als Sohn von John Rich of Penton Mewsey und dessen Frau Agnes geboren. Anfang 1551 wurde er in einem offiziellen Dokument als „fifty-four years of age and more“ bezeichnet und muss demzufolge 1496 oder eher geboren sein.
Er hatte einen Bruder, Robert († 1557), dem Heinrich VIII. am 24. Februar 1539 ein Haus mit Ländereien gewährte.

### Werdegang
Es ist nur wenig über Richs frühes Leben bekannt. Vermutlich hat er vor 1516 in Cambridge studiert. In diesem Jahr trat er dem Middle Temple als Anwalt bei und irgendwann zwischen 1520 und 1525 war er Lektor am New Inn. 1528 suchte Rich einen Patron und schrieb an Kardinal Wolsey; 1529 verhalf ihm Thomas Audley dazu, für Colchester ins Parlament gewählt zu werden. Mit dem Fortschritt von Audleys Karriere in den frühen 1530ern, stieg auch Rich auf und hatte verschiedene rechtliche Anstellungen, bevor er Mitte der 1530er wirklich Bekanntheit erlangte.
Es folgten weitere Beförderungen: 1533 wurde Rich zum Ritter geschlagen und wurde zum Solicitor General for England and Wales ernannt, kraft welchen Amtes er unter Thomas Cromwell an der Zerstörung der Klöster mitarbeitete und die Ausführung des Act of Supremacy Heinrichs VIII. sicherte. Rich hatte auch Anteil an den Prozessen gegen Thomas Morus und Bischof John Fisher. In beiden Fällen waren seine Beweise gegen die Angeklagten zum Teil Zugeständnisse, die in freundlicher Konversation gemacht worden waren, in Morus’ Fall wurden die Worte wohl absichtlich fehlgedeutet. Rich spielte auch eine große Rolle beim Sturz Cromwells.
Als Solicitor General des Königs reiste Rich im Januar 1536 nach Kimbolton Castle, um ein Inventar der Besitztümer Katharinas von Aragon zu erstellen, und riet Heinrich in einem Schreiben, wie dieser am besten daran gelangen könnte.

### Auflösung der englischen Klöster

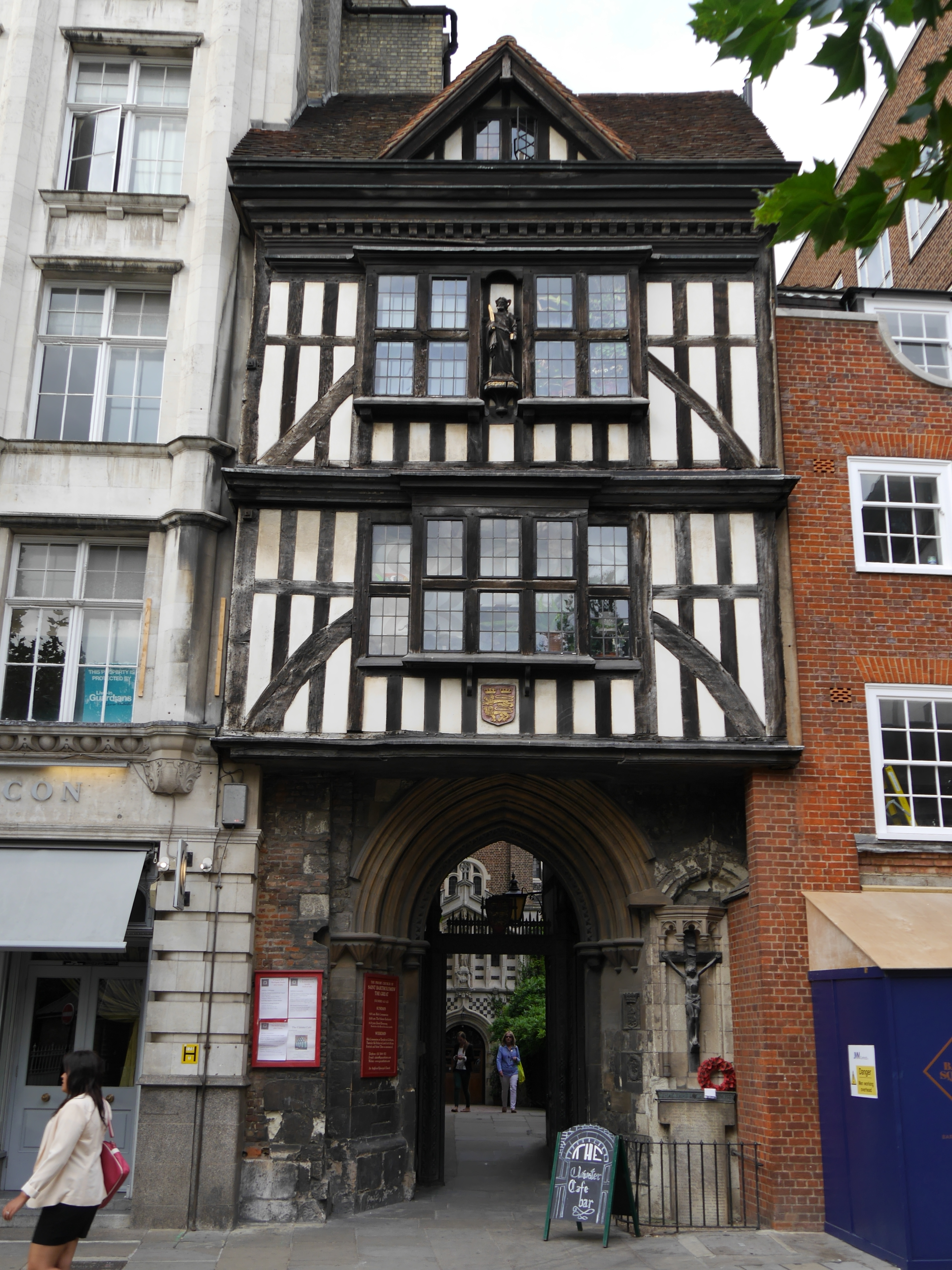
Eingangstor von St Bartholomew-the-Great in Smithfield

Am 19. April 1536 wurde Rich der Kanzler des Court of Augmentations, der über die Veräußerung der Einkommen der Klöster verfügte. Er selbst erhielt entweder durch Verleihung oder Kauf Leez Priory und etwa 100 Güter in Essex. Außerdem erwarb und zerstörte er den Grundbesitz der Abtei von St Bartholomew-the-Great in Smithfield. Dort ließ er das Torhaus im Tudor-Stil erbauen, das als oberer Teil des Smithfield Gate bis heute erhalten ist.
Im gleichen Jahr war er Speaker of the House of Commons und verfocht die Politik des Königs. Trotz seiner Rolle in der Auflösung der englischen Klöster, den Prozessen gegen Thomas Morus und Bischof Fisher und seinem Verhalten unter der Herrschaft Eduards VI. und Elisabeths I., blieben seine religiösen Überzeugungen wohl weitestgehend katholisch.
Rich war auch an der Folter von Anne Askew beteiligt. Gemeinsam mit Lordkanzler Thomas Wriothesley folterte er sie auf der Streckbank.

### Lordkanzler
Rich war einer der Vollstrecker des Testaments Heinrichs VIII. und erhielt einige Ländereien. Am 26. Februar 1547 wurde er zum Baron Rich of Leez ernannt. Einen Monat später folgte er Wriothesley als Lordkanzler nach. Er unterstützte den Lordprotektor Edward Seymour in dessen Politik, einschließlich den kirchlichen Reformen und der Anklage von dessen Bruder Thomas Seymour. In der Krise im Oktober 1549 stellte Rich sich auf die Seite des Earl of Warwick. Im Januar 1552 trat er von seinem Amt zurück.

### Unter Maria I. und Elisabeth I.
Richard Rich hatte einen Anteil an dem Vorgehen gegen die Bischöfe Stephen Gardiner und Edmund Bonner während der Herrschaft Eduards VI. und der harschen Behandlung der späteren Königin Maria I. Interessanterweise war Maria ihm nach ihrer Thronbesteigung nicht feindlich gesinnt. Rich spielte unter ihrer Herrschaft eine große Rolle in der Wiederherstellung des katholischen Glaubens in Essex und war einer der aktivsten Verfolger. Während Marias Herrschaft erschien er allerdings nur selten im Privy Council.
Unter der Herrschaft Elisabeths diente er in einer Kommission, die die Verteilung von Ländereien unter Maria untersuchte. 1566 wurde er kontaktiert, um bezüglich der Heiratsfrage der Königin beratend tätig zu sein. Er starb in Rochford in Essex am 12. Juni 1567 und wurde in der Kirche von Felsted beigesetzt.
Während der Regierungszeit Marias gründete er eine Kaplanei, die das Singen von Messen und Klageliedern sowie das Läuten der Glocken in der Kirche von Felsted vorsah. Hinzu kam eine Fastenpauschale für Heringe für die Einwohner von drei Gemeinden. Diese Spenden wurden 1564 für die Gründung der Felsted School verwendet, um vor allem Kinder, die auf den Gütern des Stifters geboren wurden, in Latein, Griechisch und Religion zu unterrichten. Die Schirmherrschaft über die Schule blieb bis 1851 in der Familie des Gründers.

## Familie

Wappen der Familie Rich

Die Nachkommen Richs bildeten die mächtige Familie Rich, die drei Jahrhunderte lang bestand, mehrere Titel in der englischen Peerage erwarb und in zahlreiche andere Adelsfamilien einheiratete.
Mit seiner Frau Elizabeth Jenks (Gynkes) hatte er 15 Kinder. Der älteste Sohn, Robert, 2. Baron Rich (1537?–1581), unterstützte die Reformation. Einer von Richs Enkeln, Robert Rich, 3. Baron Rich (1559–1619) wurde 1618 zum Earl of Warwick ernannt. Diese Linie starb mit dem Tod des 8. Earl 1759 aus.
Rich hatte einen illegitimen Sohn namens Richard († 1598), den er in seinem Testament anerkannte. Er wurde mit Erbschaften und Vormünden während seiner Minderjährigkeit ausgestattet, zudem seine Ausbildung im Common Law und eine passende Heirat organisiert. Aus dieser Linie entstammten der Abenteurer Sir Nathaniel Rich (sein Enkel) und der Militär Nathaniel Rich (sein Urenkel), der als Oberst in der New Model Army während des Englischen Bürgerkriegs kämpfte.

## Rezeption

### Beurteilung
Seit Mitte des 16. Jahrhunderts stand Rich in einem Ruf der Immoralität, der finanziellen Unehrlichkeit, der Doppelzüngigkeit, des Meineids und des Verrats, der in der englischen Geschichte seinesgleichen sucht. Der Historiker Hugh Trevor-Roper bezeichnete Rich als einen Mann, „über den niemand je ein gutes Wort gesagt hat“.

### Darstellung in Literatur, Theater, Film und Fernsehen
Rich ist einer der Bösewichte in dem Theaterstück A Man for All Seasons von Robert Bolt, welches sein Abrutschen in die Korruption darstellt. In der späteren, Oscar-prämierten Film-Adaption wird er von John Hurt dargestellt. In dem Film begeht Rich Meineid gegen Morus, um Attorney-General for Wales zu werden. In der Neuverfilmung von 1988 wird Rich von Jonathan Hackett dargestellt.
In C. J. Sansoms Romanreihe Matthew-Shardlake-Reihe, die während der Herrschaft Heinrichs VIII. spielt, ist Rich eine Nebenfigur. Er wird als grausamer Bösewicht dargestellt, der bereit ist, die Justiz zu untergraben, um seinen eigenen Besitz und seine Position zu verbessern. Im dritten Teil und fünften Teil nimmt er größere Rollen ein.
In der TV-Serie Die Tudors wird Rich in den Staffeln 2, 3 und 4 von Rod Hallett dargestellt.
Rich (in den Romanen Riche geschrieben) erscheint auch in den drei Romanen Hilary Mantels über Thomas Cromwell: Wölfe, Falken und Spiegel und Licht. In der BBC-Adaption der ersten zwei Romane, Wölfe, wird er von Bryan Dick dargestellt.
Rich ist auch handelnde Person in Rebecca Gablés historischem Roman Der dunkle Thron, dem vierten Teil der Waringham-Reihe.